# Willa Hollandová
Willa Joanna Chance Hollandová, nepřechýleně Willa Holland (* 18. června 1991 Los Angeles, Kalifornie), je americká herečka známá zejména rolemi Kaitlinn Cooperové v seriálu O.C., Agnes Andrewsové v seriálu Super drbna či They Queenové v seriálu Arrow.

## Životopis
Narodila se v Los Angeles kameramanovi Keithu Hollandovi a herečce Darnell Gregorio-De Palma. Má dvě sestry Briannu a Piper. Počátek dětství prožila v Londýně.

## Kariéra
K herectví se dostala díky Stevenu Spielbergovi, který její matce při návštěvě řekl, že ji má dát před kameru. Nejdříve se ale stala modelkou. Pak natočila mnoho reklam. Úspěch jí přinesla role Kaitlin Cooperové, rebelské „malé“ sestřičky Marrisy Cooperové (Mischa Bartonová) v seriálu O.C., který již předtím sledovala.
V únoru roku 2012 získala roli v seriálu stanice The CW Arrow. V seriálu se objevovala po dobu šesti řad. V dubnu 2012 měl premiéru film Tygří oči, ve kterém si zahrála roli Davey Wexler.

## Filmografie

### Film
| Rok  | Název                           | Role                      | Poznámky |
| ---- | ------------------------------- | ------------------------- | -------- |
| 2001 | Ordinary Madness                | mladá Faye                |          |
| 2008 | Garden Party                    | April                     |          |
| 2008 | Uprostřed nicoty                | Taylor Elizabeth Berryová |          |
| 2008 | Spálené mosty                   | Kelly                     |          |
| 2010 | Legie                           | Audrey Andersonová        |          |
| 2010 | Chasing 3000                    | Jamie                     |          |
| 2010 | Humanity's Last Line of Defense | samu sebe                 | dokument |
| 2011 | Strašáci                        | Janice Heddonová          |          |
| 2012 | Tygří oči                       | Davey Wexlerová           |          |
| 2016 | Blood in the Water              | Veronica                  |          |

### Televize
| Rok       | Název             | Role                   | Poznámky                                                                              |
| --------- | ----------------- | ---------------------- | ------------------------------------------------------------------------------------- |
| 2005      | Návrat na výsluní | Kalla                  | díl: „Valerie Hangs with the Cool Kids“                                               |
| 2006–2007 | O.C.              | Kaitlin Cooperová      | vedlejší role (3. řada), hlavní role (4. řada), 22 dílů                               |
| 2008–2012 | Super drbna       | Agnes Andrewsová       | vedlejší role, 5 dílů                                                                 |
| 2012–2020 | Arrow             | Thea Queenová / Speedy | hlavní role (1.–6. řada), hostující role (7. řada), vedlejší role (8. řada), 134 dílů |
| 2015–2016 | The Flash         | Thea Queenová / Speedy | hostující role, 2 díly                                                                |

### Videohry
| Rok  | Název                                                      | Role  | Poznámky                                                    |
| ---- | ---------------------------------------------------------- | ----- | ----------------------------------------------------------- |
| 2006 | Scarface: The World Is Yours                               | různé | neuvedena v titulcích                                       |
| 2010 | Kingdom Hearts Birth by Sleep                              | Aqua  |                                                             |
| 2012 | Kingdom Hearts 3D: Dream Drop Distance                     | Aqua  |                                                             |
| 2014 | Kingdom Hearts Birth by Sleep Final Mix                    | Aqua  | nový záznam pro exkluzivní tajnou epizodu a archivní záznam |
| 2017 | Kingdom Hearts 0.2: Birth by Sleep – A Fragmentary Passage | Aqua  |                                                             |
| 2019 | Kingdom Hearts III                                         | Aqua  |                                                             |

### Hudební videoklipy
| Rok  | Název                       | Umělec            |
| ---- | --------------------------- | ----------------- |
| 2008 | „Keep Me Up All Night“      | The Glitterati    |
| 2010 | „Fearless Love“             | Melissa Etheridge |
| 2011 | „8050 (Too Fast, Too Slow)“ | White Arrows      |